# Alessandro Bazzoni
Pour les articles homonymes, voir Bazzoni.
 (octobre 2019).
Alessandro Bazzoni (né à Villafranca di Verona, le 13 juillet 1933) est un joueur de football italien, évoluant au poste de gardien de but.

## Biographie
Après avoir été licencié à l'US Cerea, de la municipalité véronaise du même nom, à partir de l’année 1957, il fait partie du Lanerossi Vicence (aujourd'hui appelée LR Vicence), en Série A. 
Au Cerea, il débute le 5 janvier 1958, lors d'un match contre l'Udinese (qui se termine sur un résultat de 1-0 pour l’US Cerea).
Durant la première saison, qui a lieu entre 1959 et 1960, il perd son poste de joueur titulaire au profit de Pietro Battara (it). Il le récupère l'année suivante. L'équipe reste en milieu de tableau et remporte son seul titre international en 1961, la Coppa del Benelux, lors d’une finale gagnée contre le PSV Eindhoven, avec Bazzoni comme gardien de but, sur un résultat de 2-1.
Après 88 matchs comme titulaire en Série A avec le maillot du Vicenza, Bazzoni est transféré à l'AC Padoue, en Série B, en octobre 1962.
Avec cette équipe et dans cette catégorie, le gardien de but fait 33 apparitions, dont 22 lors la dernière saison, quand le club rate de peu la promotion en Série A,.